# Spazio compatto
In matematica, in particolare in topologia, uno spazio compatto è uno spazio topologico tale che ogni suo ricoprimento aperto contiene un sottoricoprimento finito. In alcuni contesti (ad esempio in geometria algebrica) si preferisce usare il termine spazio quasi compatto per indicare il concetto appena definito e riservare il termine spazio compatto per indicare uno spazio topologico quasi compatto e di Hausdorff.
Un insieme contenuto in uno spazio topologico si dice compatto se è uno spazio compatto nella topologia indotta. Un insieme in uno spazio topologico si dice inoltre σ-compatto se è costituito dall'unione numerabile di insiemi compatti.
Intuitivamente, i punti di un insieme compatto non possono essere troppo dispersi: per esempio, uno spazio metrico è compatto se e solo se ogni successione di punti (in quello spazio) possiede una sottosuccessione che converge ad un punto dell'insieme stesso. In generale, ogni sottoinsieme infinito di uno spazio topologico compatto possiede un punto di accumulazione.

## Storia e motivazione
Il termine "compatto" fu introdotto da Fréchet nel 1906. Era noto da molto tempo che una proprietà come la compattezza fosse necessaria per dimostrare molti risultati utili. In origine, quando si studiavano principalmente gli spazi metrici, veniva definito "compatto" uno spazio sequenzialmente compatto. La definizione è stata sostituita da quella basata sui ricoprimenti aperti che permette di generalizzare agli spazi topologici generali molti risultati dimostrati per gli spazi metrici.
Uno dei principali motivi per studiare gli spazi compatti è che per certi versi sono molto simili agli insiemi finiti. Infatti, la proprietà del ricoprimento finito di aperti consente sempre di "approssimare" a piacere l'intero spazio con un numero finito di punti, permettendo l'estensione agli spazi compatti di molti risultati dimostrabili negli insiemi finiti. Ad esempio, sia {\displaystyle X} uno spazio di Hausdorff, {\displaystyle x} un suo punto e {\displaystyle A} un suo sottoinsieme finito che non contenga il punto {\displaystyle x}. Allora è possibile separare {\displaystyle x} e {\displaystyle A} con degli insiemi aperti disgiunti. Inoltre, per definizione, nello spazio di Hausdorff esistono per ogni {\displaystyle a\in A} degli intorni {\displaystyle V_{a}} di {\displaystyle a} e {\displaystyle U_{a}} di {\displaystyle x} (anch'esso dipendente da {\displaystyle a}, ovvero dalla scelta di {\displaystyle V_{a}}) tali che {\displaystyle U_{a}} e {\displaystyle V_{a}} siano disgiunti. L'unione {\displaystyle V} di tutti i {\displaystyle V_{a}} è un intorno dell'insieme {\displaystyle A}, e l'intersezione {\displaystyle U} (finita, dato che {\displaystyle A} è finito) degli {\displaystyle U_{a}} è un intorno di {\displaystyle x}, disgiunto da ogni {\displaystyle V_{a}} e quindi dalla loro unione {\displaystyle V}. Questo ragionamento non funziona se {\displaystyle A} non è finito, dato che l'intersezione di un numero infinito di intorni non è necessariamente un intorno. Se però {\displaystyle A} è compatto, il ragionamento è "salvabile": infatti in questo caso si può estrarre un ricoprimento finito dagli {\displaystyle V_{a}}, e l'intersezione finita dei relativi {\displaystyle U_{a}} è di nuovo un intorno di {\displaystyle x}. 
Si vede così che in uno spazio di Hausdorff un punto può essere separato da un insieme compatto che non lo contenga. Un ragionamento analogo mostra che nello spazio di Hausdorff due insiemi compatti disgiunti sono sempre separabili da intorni: in altre parole, l'assioma di Hausdorff vale sostituendo "insieme compatto" a "punto".
Molti argomenti e risultati riguardanti gli spazi compatti seguono questo tipo di ragionamento.

## Definizione
La compattezza è una nozione definita per qualsiasi spazio topologico. Esistono due concetti distinti di compattezza, definiti, rispettivamente, in termini di ricoprimenti e di successioni. Le due definizioni coincidono per molti spazi topologici, ad esempio per gli spazi metrici, e, più in generale, per gli spazi sequenziali. Generalmente, la prima è accettata come definizione generale per gli spazi topologici, mentre la seconda è usata in analisi matematica.

### Compattezza per ricoprimenti
Uno spazio topologico {\displaystyle X} si dice compatto se da ogni suo ricoprimento costituito da una famiglia di insiemi aperti si può estrarre una sottofamiglia finita che è ancora un ricoprimento. In altre parole, per ogni famiglia {\displaystyle \{U_{i}\}_{i\in I}} di sottoinsiemi aperti di {\displaystyle X} tale che:
{\displaystyle \bigcup _{i\in I}U_{i}=X}
esiste un sottoinsieme finito {\displaystyle J} di {\displaystyle I} tale che:
{\displaystyle \bigcup _{i\in J}U_{i}=X}
Qualche autore richiede che uno spazio compatto sia di Hausdorff, ed in tal caso uno spazio che soddisfa la definizione precedente che non sia necessariamente di Hausdorff è detto quasi compatto.
In modo equivalente, uno spazio è compatto se da ogni famiglia di chiusi la cui intersezione sia vuota è possibile estrarre una sottofamiglia finita la cui intersezione è vuota. In altre parole, per ogni famiglia {\displaystyle \{C_{i}\}_{i\in I}} di sottoinsiemi chiusi di {\displaystyle X} tale che:
{\displaystyle \bigcap _{i\in I}C_{i}=\varnothing }
esiste un sottoinsieme finito {\displaystyle J} di {\displaystyle I} tale che:
{\displaystyle \bigcap _{i\in J}C_{i}=\varnothing }
L'equivalenza delle definizioni discende dal fatto che gli insiemi chiusi sono i complementari degli aperti, e dalle relazioni di dualità di De Morgan degli operatori di unione e intersezione di insiemi.

### Compattezza per successioni
Uno spazio topologico {\displaystyle X} si dice compatto per successioni o sequenzialmente compatto, se ogni successione di punti in {\displaystyle X} ammette una sottosuccessione convergente a un punto di {\displaystyle X}. Le due definizioni sono equivalenti negli spazi metrici in virtù del teorema di Bolzano-Weierstrass, ma non negli spazi topologici più in generale. 
Un esempio di spazio sequenzialmente compatto ma non compatto è il primo numero ordinale non numerabile {\displaystyle \omega _{1}}, con la topologia indotta dall'usuale relazione d'ordine di appartenenza {\displaystyle \in }. Uno spazio che risulta invece compatto (grazie al teorema di Tychonoff) ma non sequenzialmente compatto è l'insieme {\displaystyle [0,1]^{[0,1]}} delle funzioni (anche non continue) dall'intervallo {\displaystyle [0,1]} in sé.
Negli spazi topologici si ha una caratterizzazione che utilizza le reti, dette anche successioni generalizzate: uno spazio topologico {\displaystyle X} è compatto se e solo se ogni rete {\displaystyle (x_{\alpha })} in {\displaystyle X} ammette una sottorete convergente a un punto {\displaystyle x} in {\displaystyle X}.

### Compattezza di spazi euclidei
Grazie al teorema di Heine-Borel, un sottoinsieme {\displaystyle X} dello spazio euclideo {\displaystyle \mathbb {R} ^{n}} è compatto se e solo se è chiuso nella topologia euclidea, cioè contiene tutti i suoi punti di accumulazione, ed è limitato, cioè esiste un numero positivo {\displaystyle K>0} tale che la distanza tra due punti qualsiasi in {\displaystyle X} sia sempre minore di {\displaystyle K}.
L'affermazione non è valida invece per gli spazi ad infinite dimensioni, ad esempio per gli spazi di Hilbert o di Banach. Per il teorema di Weierstrass, inoltre, un sottoinsieme compatto dei numeri reali ha un elemento minimo ed uno massimo.

## Proprietà
Nel seguito le principali proprietà che caratterizzano gli spazi compatti.

### Punti di accumulazione
Per il teorema di Bolzano-Weierstrass, ogni sottoinsieme infinito di uno spazio compatto {\displaystyle X} ammette almeno un punto di accumulazione in {\displaystyle X}.

### Funzioni continue
Una versione del teorema di Weierstrass sostiene che una funzione continua {\displaystyle f\colon X\to \mathbb {R} } definita su uno spazio topologico compatto {\displaystyle X} è limitata, ovvero la sua immagine è contenuta in un insieme limitato della retta reale.
La dimostrazione è la seguente: si considera in {\displaystyle X} la famiglia delle controimmagini degli intervalli aperti e limitati della retta reale. La continuità della funzione assicura che si tratta di una famiglia di aperti, dalla quale, per la compattezza, è possibile estrarre un ricoprimento finito di aperti, ciascuno dei quali proviene da un intervallo aperto e limitato. L'unione di tali intervalli limitati, essendo finita è limitata e include l'immagine dello spazio topologico. 
Più in generale, una funzione continua:
{\displaystyle f\colon X\to Y}
tra spazi topologici "manda compatti in compatti": se {\displaystyle A} è un sottoinsieme compatto di {\displaystyle X}, la sua immagine {\displaystyle f(A)} è anch'essa compatta.

### Sottoinsiemi chiusi
Un sottoinsieme chiuso di un compatto è anch'esso compatto. D'altra parte, un sottoinsieme compatto in uno spazio di Hausdorff, ad esempio un qualsiasi spazio metrico, è chiuso.

### Prodotti e quozienti
Per il teorema di Tychonoff, il prodotto di spazi compatti è compatto.
Il quoziente di un compatto {\displaystyle E} è compatto, perché immagine suriettiva di {\displaystyle E} tramite la proiezione sul quoziente (che manda ogni elemento di {\displaystyle E} nella sua classe di equivalenza), la quale è una funzione continua (incidentalmente, la topologia quoziente è la più fine fra tutte quelle che rendono continua la proiezione).

### Spazi metrici
Uno spazio metrico è compatto se e solo se è completo e totalmente limitato. In particolare, ogni spazio metrico compatto è limitato, nel senso che ha un diametro finito. Ovvero, detto {\displaystyle E} lo spazio metrico compatto, si ha necessariamente che:
{\displaystyle \mathrm {diam} (E)=\sup _{x,y\in E}d(x,y)}
è un valore finito. Si noti che, benché la totale limitatezza implichi la limitatezza, esistono spazi metrici completi e limitati, ma non totalmente limitati, in particolare non compatti (si veda l'esempio qui sotto delle palle chiuse in spazi di dimensione infinita).

## Esempi

### Esempi di spazi compatti
- L'insieme vuoto
- Ogni insieme {\displaystyle \displaystyle X} con la topologia banale
- Ogni insieme {\displaystyle \displaystyle X} con la topologia cofinita
- Un intervallo chiuso {\displaystyle \displaystyle [a,b]\subset \mathbb {R} } con la topologia standard sui reali è compatto.
- La sfera chiusa, così come il toro, sono compatti in {\displaystyle \displaystyle \mathbb {R} ^{3}}, essendo insiemi chiusi e limitati.
- L'insieme di Cantor
- Ogni spazio topologico finito con una topologia qualsiasi contiene un numero finito di aperti, quindi è compatto.

### Esempi di spazi non compatti
- Per quanto esposto in precedenza, se uno spazio metrico è illimitato (ha diametro infinito) non può essere compatto.
  - Ne segue, ad esempio, che la retta {\displaystyle \displaystyle \mathbb {R} } (ma anche lo spazio euclideo {\displaystyle \mathbb {R} ^{n}}) con la topologia standard non è compatta. Questo può essere visto direttamente considerando il ricoprimento aperto {\displaystyle \displaystyle (-n,n)} al variare di {\displaystyle \displaystyle n\in \mathbb {N} }, da cui non è possibile estrarre alcun sottoricomprimento finito.
- La palla chiusa unitaria in uno spazio completo di dimensione infinita è un classico esempio di un sottoinsieme di uno spazio completo che sia limitato e chiuso, ma non compatto.
- Ogni insieme {\displaystyle \displaystyle X} infinito con la topologia discreta.